# Kurt Siehr
Kurt Siehr (* 28. Juli 1935 in Tilžė) ist ein deutscher Rechtswissenschaftler.

## Leben
Er besuchte Schulen in Tilsit, Hohenems, Hamburg-Harburg und Buxtehude. Nach dem Rechtsstudium in Hamburg und Ann Arbor legte er das erste und zweite Staatsexamen in Hamburg ab. Nach der Promotion zum Master of Comparative Law (M.C.L.) 1963 in Ann Arbor und zum Dr. iur. 1970 in Hamburg  war er wissenschaftlicher Mitarbeiter des Max-Planck-Instituts für ausländisches und internationales Privatrecht in Hamburg von 1963 bis 1991. Nach der Habilitation an der Universität Zürich 1980 war er Privatdozent, außerordentlicher Professor und Ordinarius für Privatrecht, Rechtsvergleichung und Internationales Privatrecht in Zürich von 1981 bis 2002. Seit 2002 ist er freier Mitarbeiter des Max-Planck-Instituts für ausländisches und internationales Privatrecht in Hamburg.
Seine Forschungsschwerpunkte sind internationales Privatrecht, Rechtsvergleichung und Kunstrecht.

## Schriften (Auswahl)
- Auswirkungen des Nichtehelichengesetzes auf das internationale Privat- und Verfahrensrecht. Bielefeld 1972, ISBN 3-7694-0169-7.
- mit Max Keller: Einführung in die Eigenart des Internationalen Privatrechts. Zürich 1984, ISBN 3-7255-2373-8.
- Der Künstlernachlass. Rechtsfragen nach eines Künstlers Tod. Wien 2002, ISBN 3-7067-0063-8.
- Das internationale Privatrecht der Schweiz. Zürich 2002, ISBN 3-7255-4392-5.